# Parc national de Tam Đảo
Le parc national de Tam Dao ou parc national de Tam Đảo (Vườn quốc gia Tam Đảo) est un parc national situé sur le massif de Tam Dao - Trois monts sur les provinces de Vĩnh Phúc, Tuyen Quang and Thai Nguyen au Viêt Nam. La chaîne de montagne est composée d'une vingtaine de pics de plus de 1 000 mètres d'altitude. Elle abrite une faune et une flore riche de 2 000 espèces de plantes et 840 espèces d'animaux. Malgré la protection du site, le parc a souffert de l'abattage illégal et du braconnage, toutefois des espèces rares d'oiseaux, de camélia et d'orchidées y sont encore observables.
Le parc a été créé en 1996 à partir du Conservation Forest Tam Dao fondée en 1977. Il est situé à 80 km de Hanoï et est un site connu de villégiature.

## Entomologie

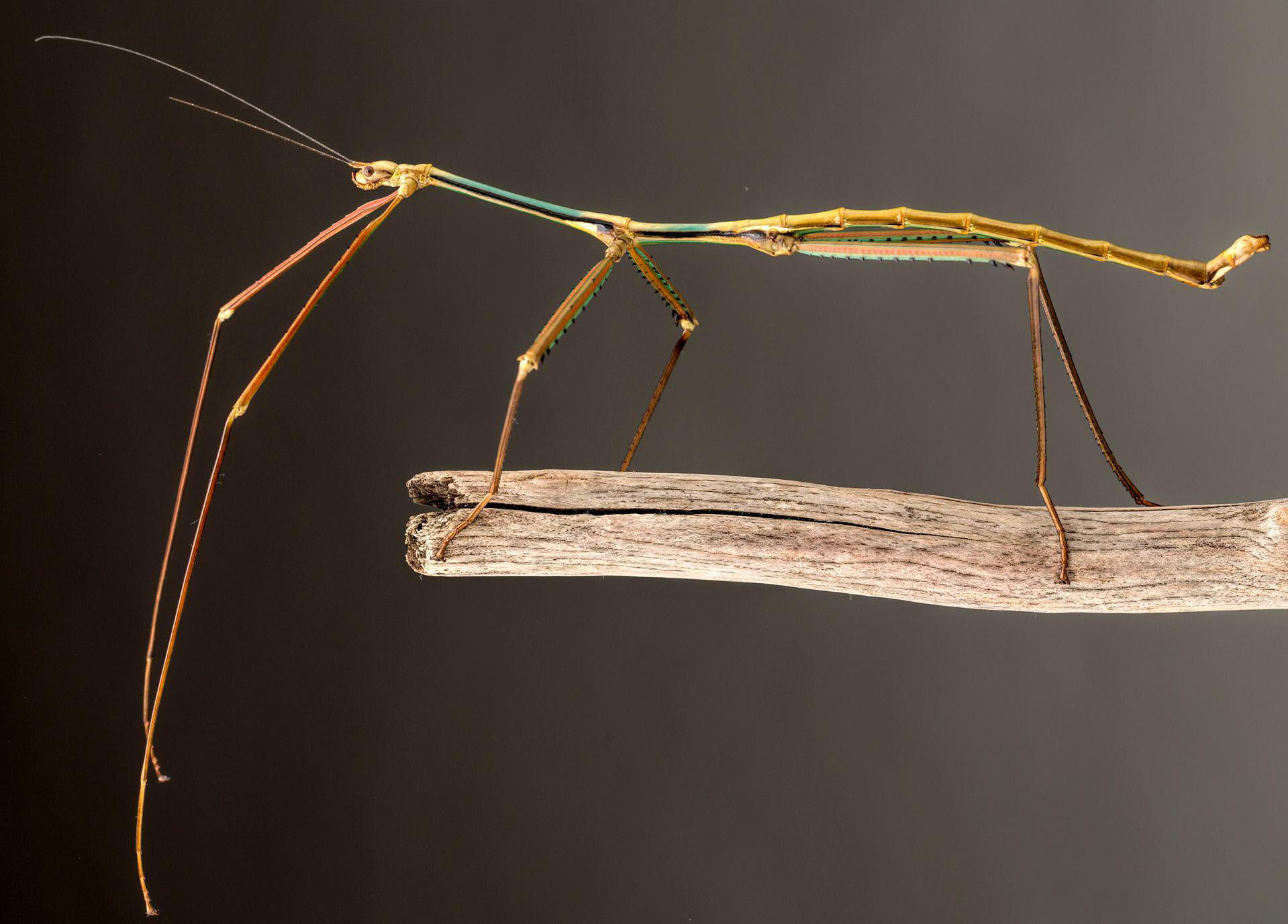
Phasme Phryganistria tamdoaensis
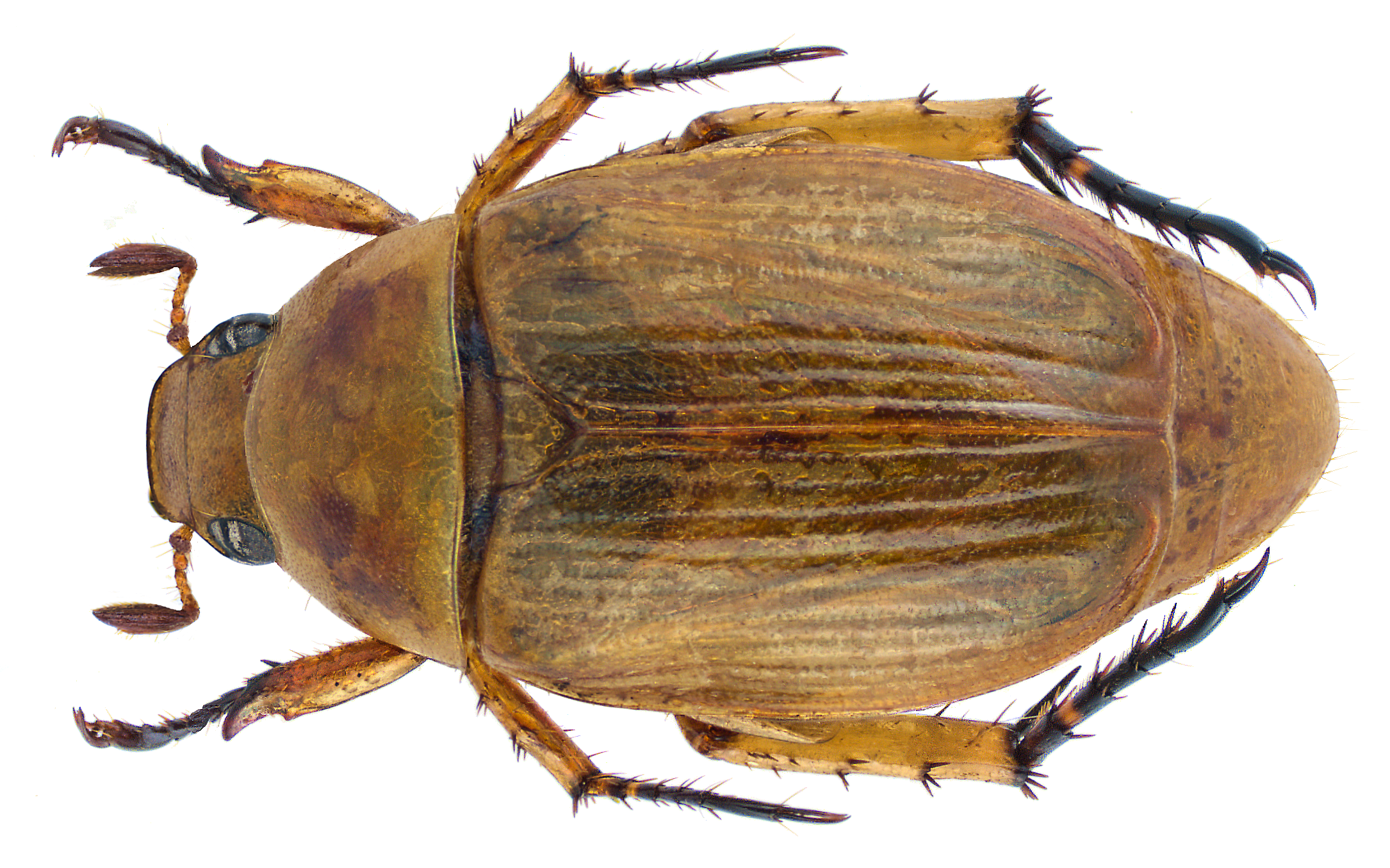
Coléoptère Anomala nigripes
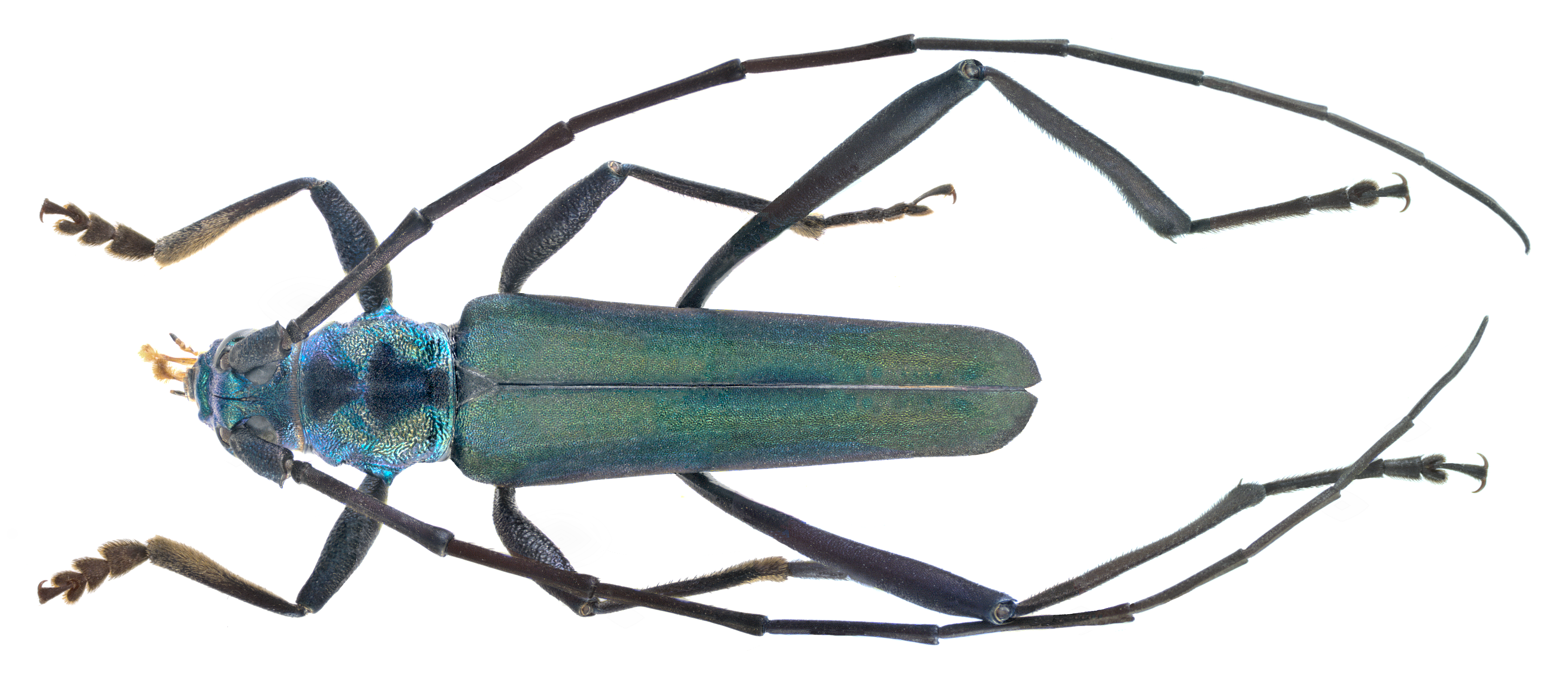
Coléoptère Chloridolum grossepunctatum
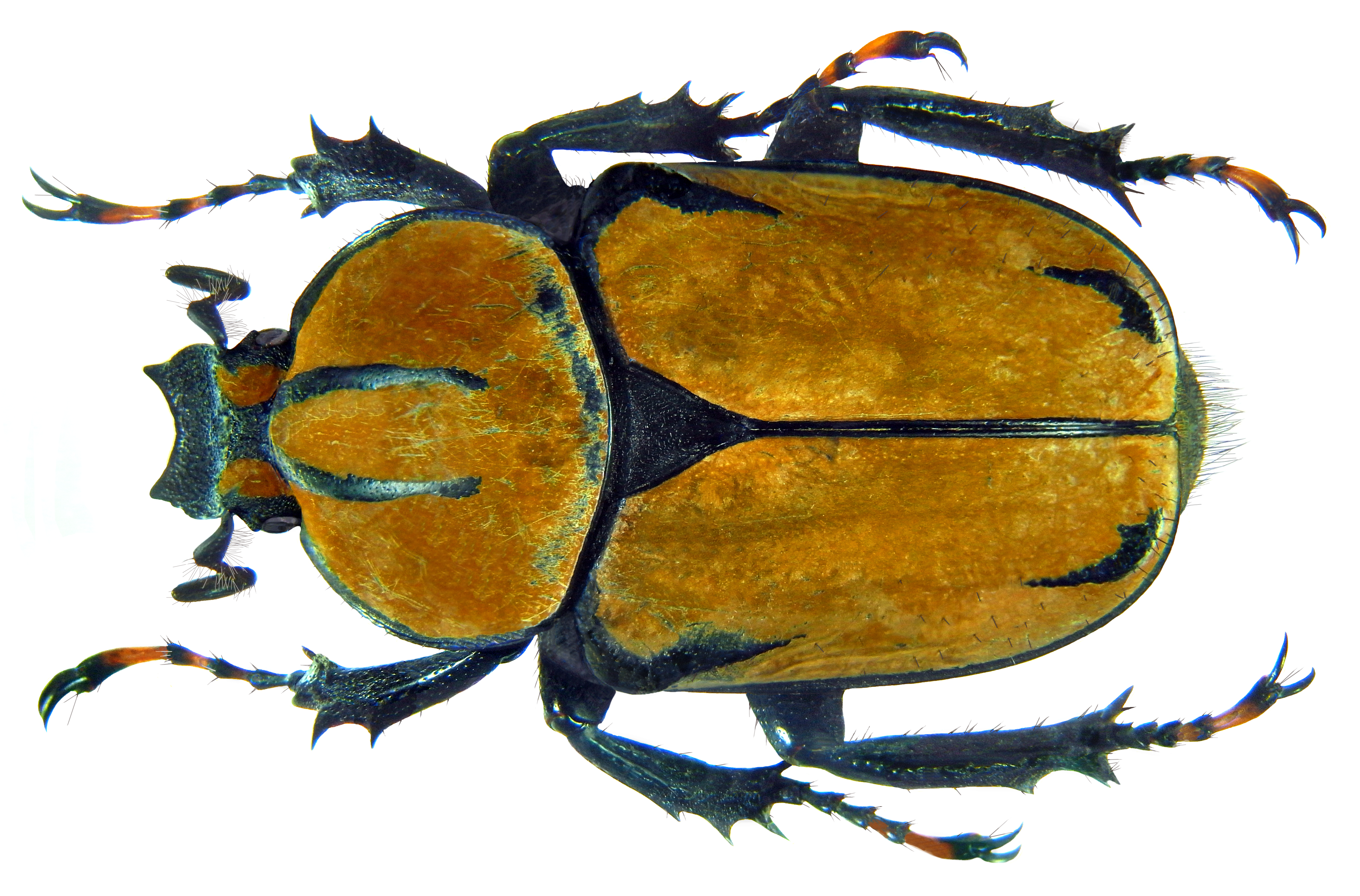
Coléoptère Dicronocephalus wallichii
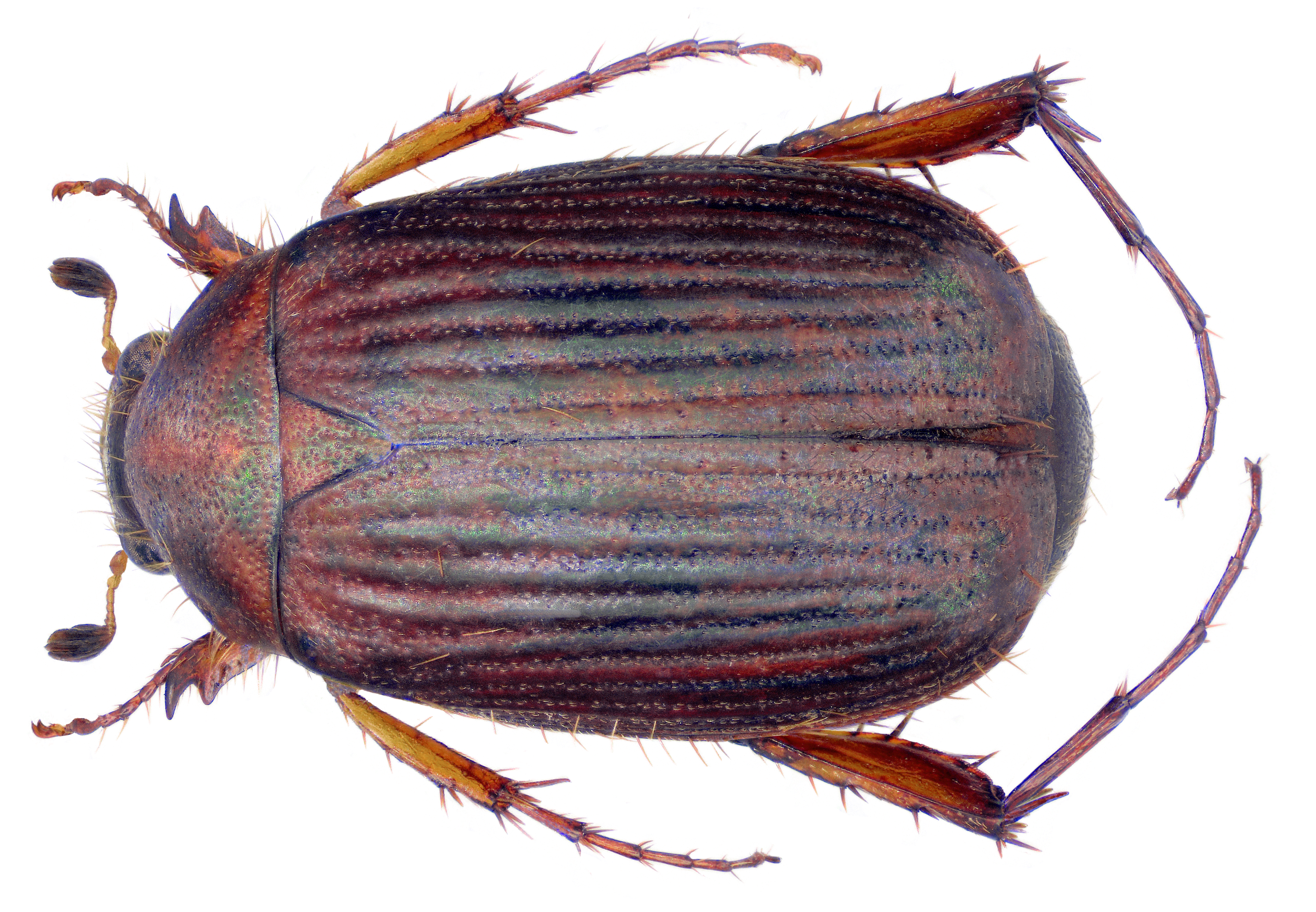
Coléoptère Gastroserica dembickyi
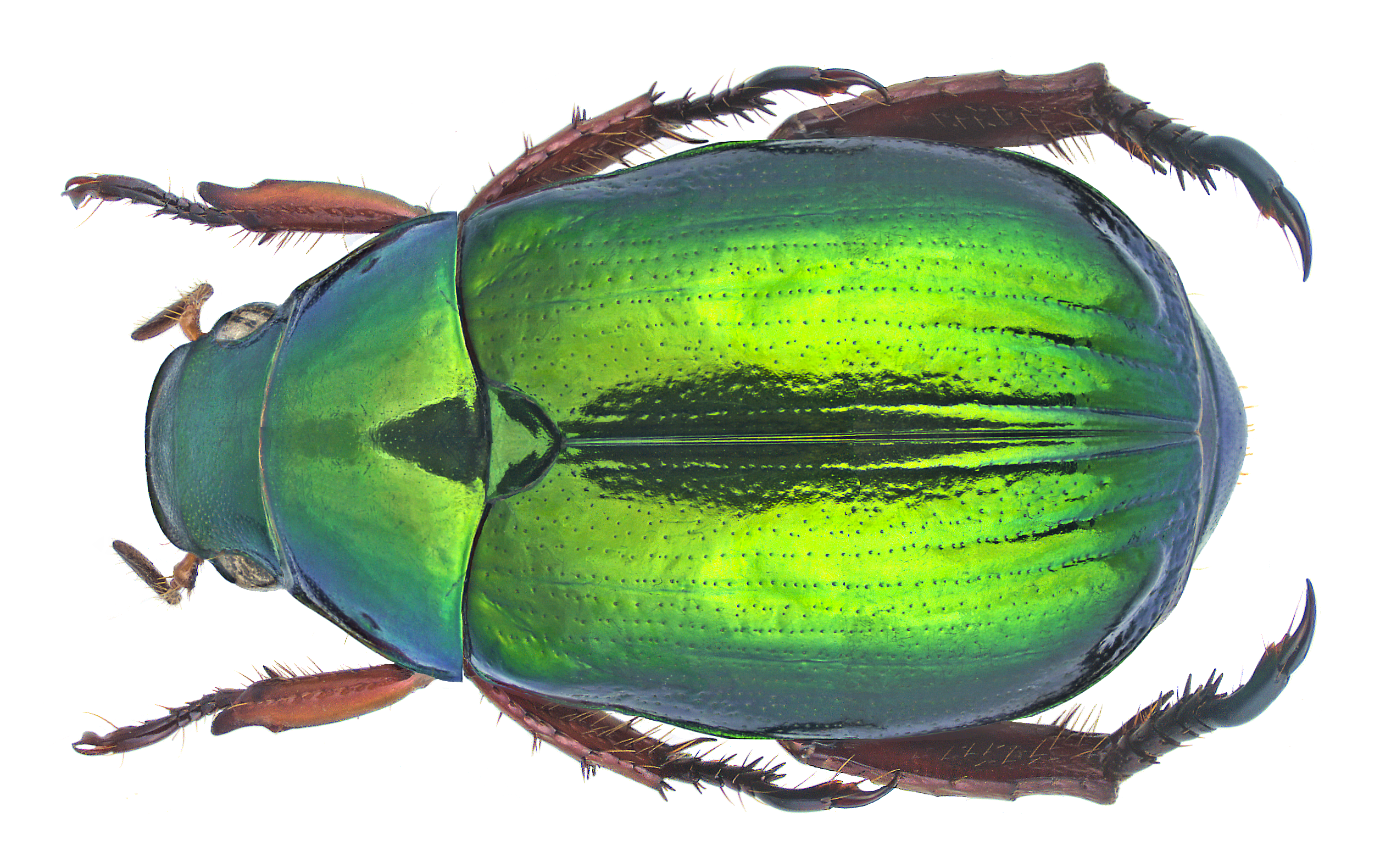
Coléoptère scarabée Mimela heterochropus
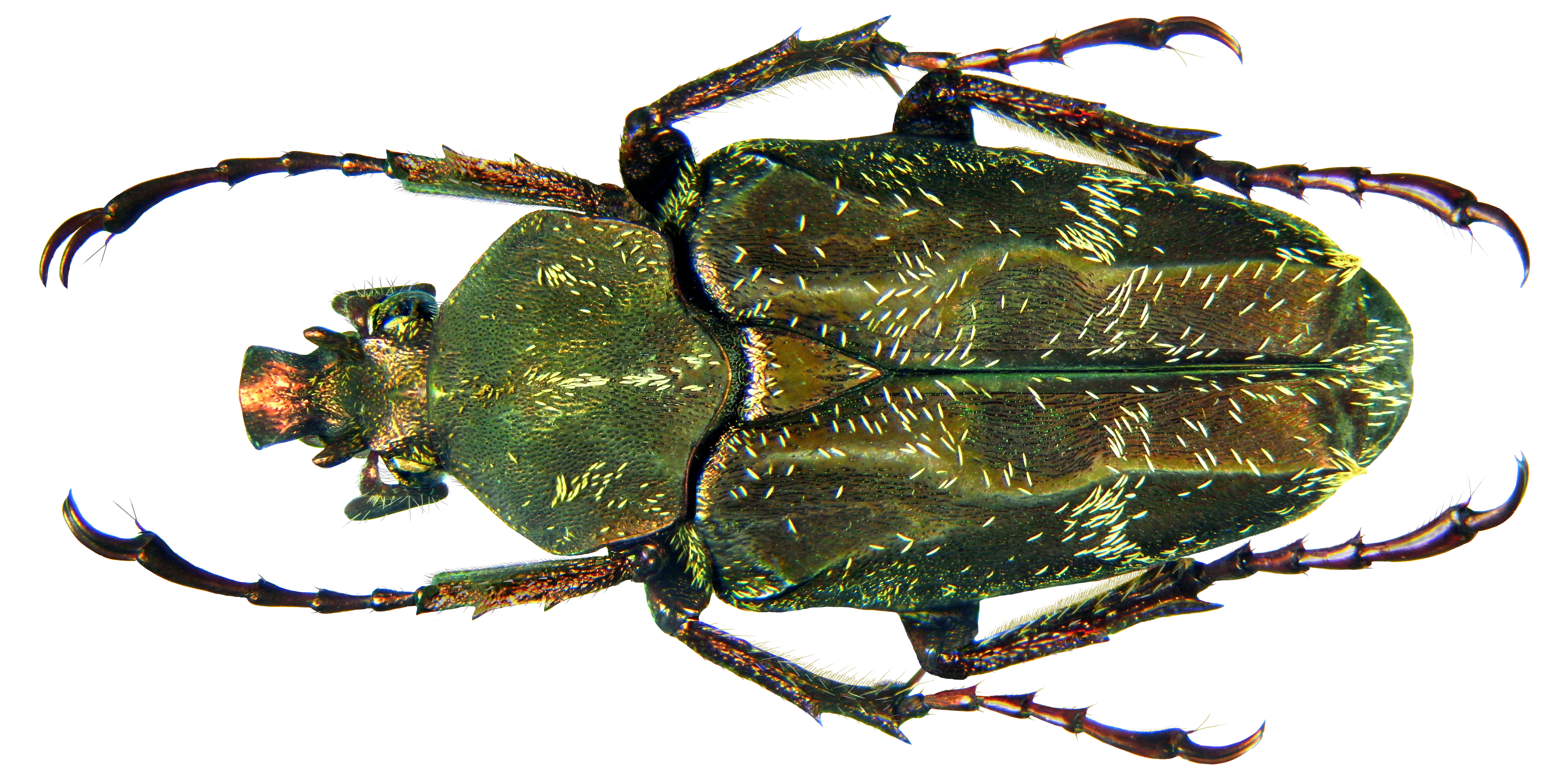
Coléoptère scarabée Mycteristes tonkinensis
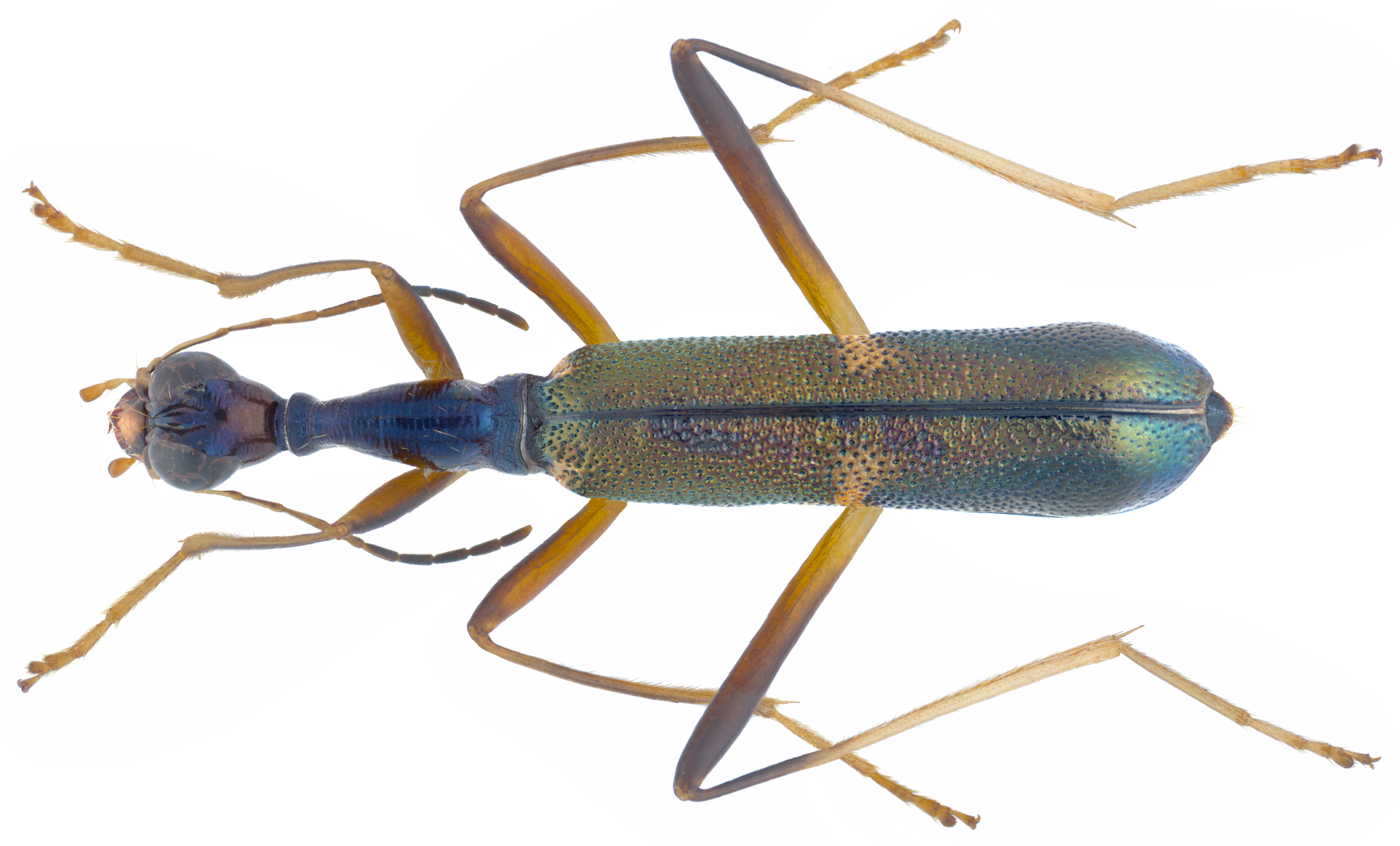
Coléoptère Neocollyris discretegrossesculpta
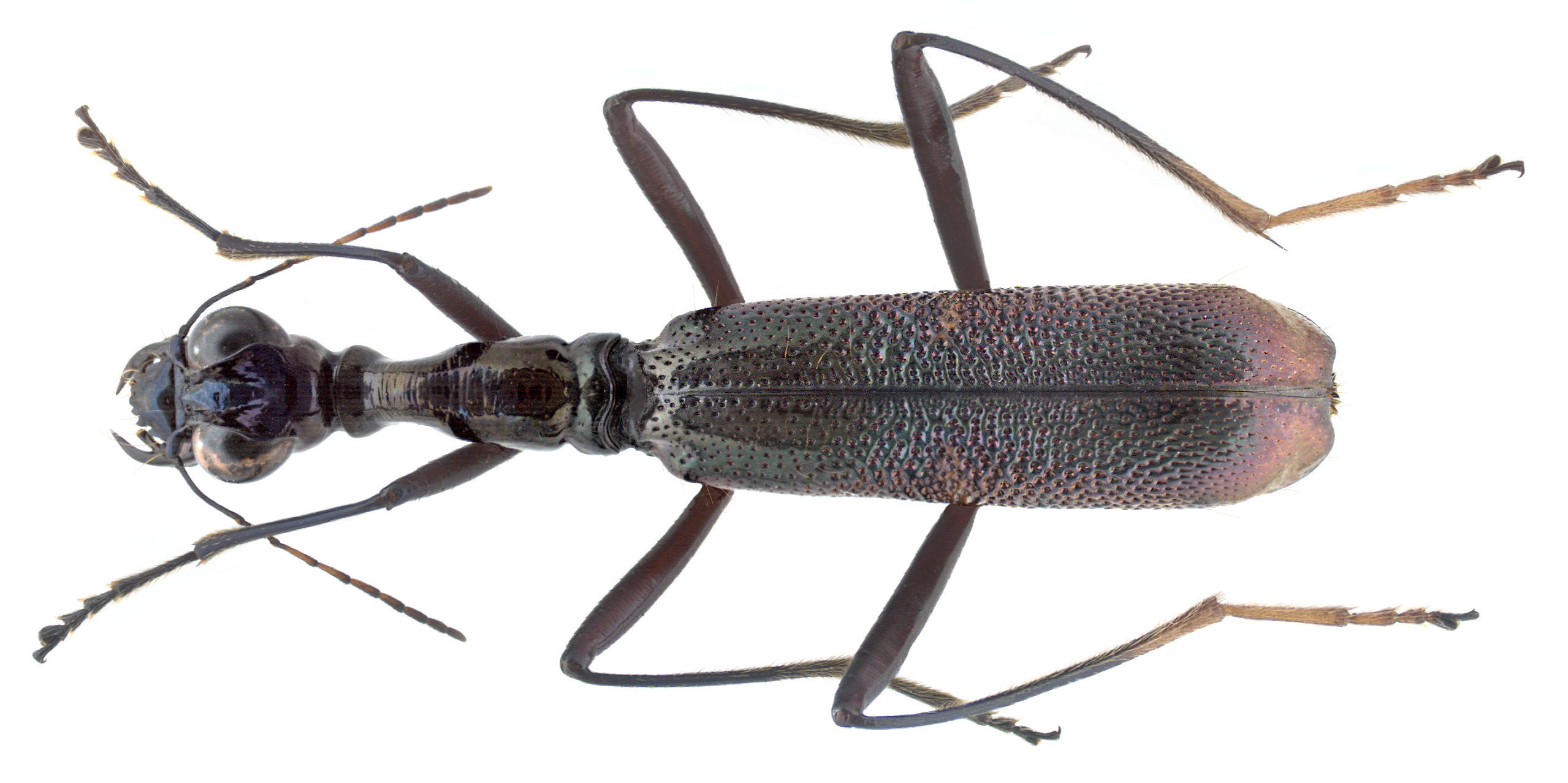
Coléoptère Neocollyris strangulata
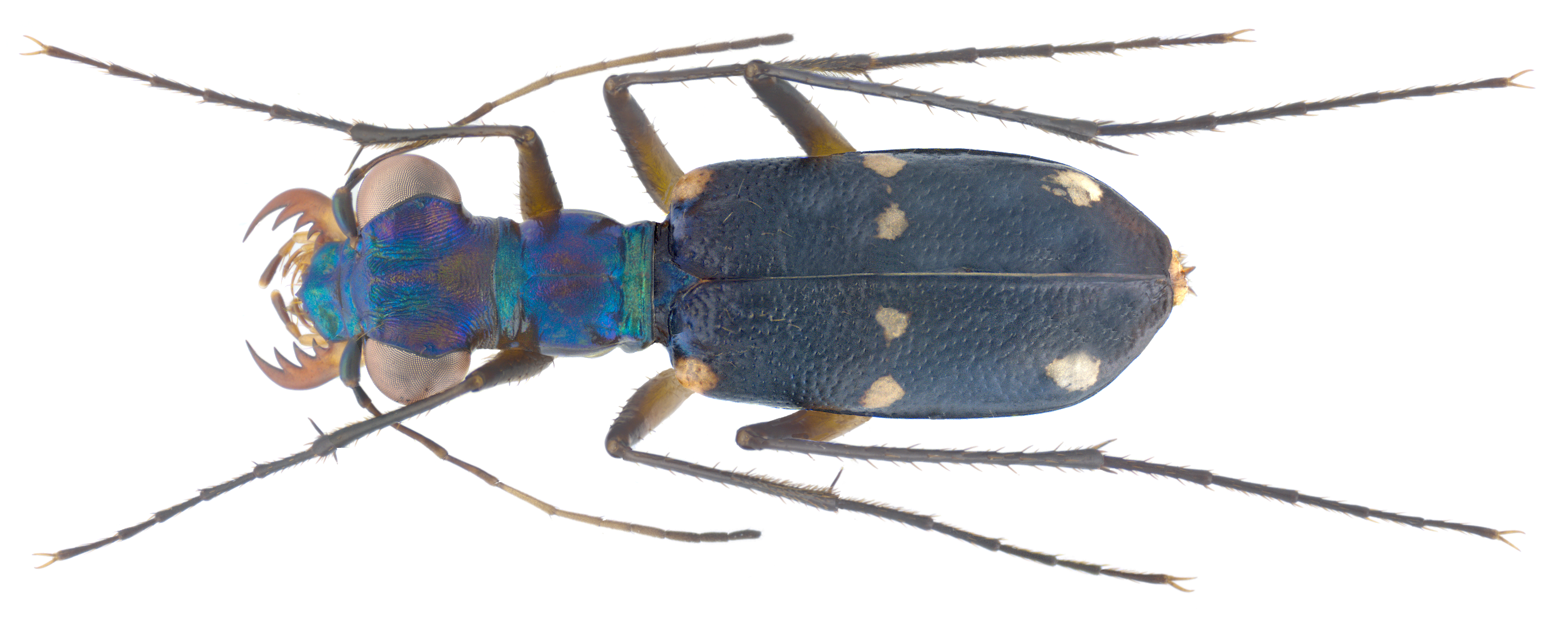
Coléoptère Probstia triumphalis
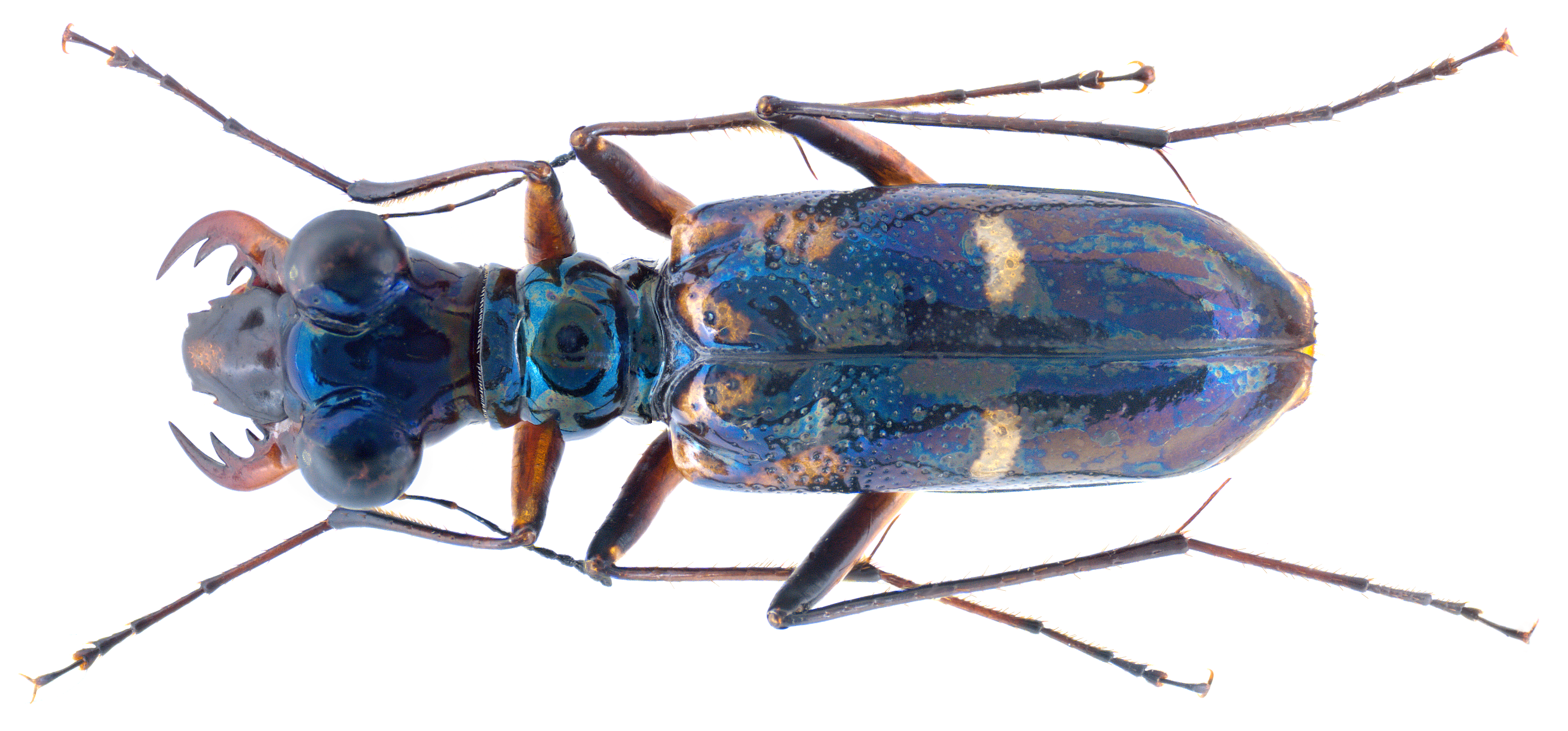
Coléoptère Therates fruhstorferi
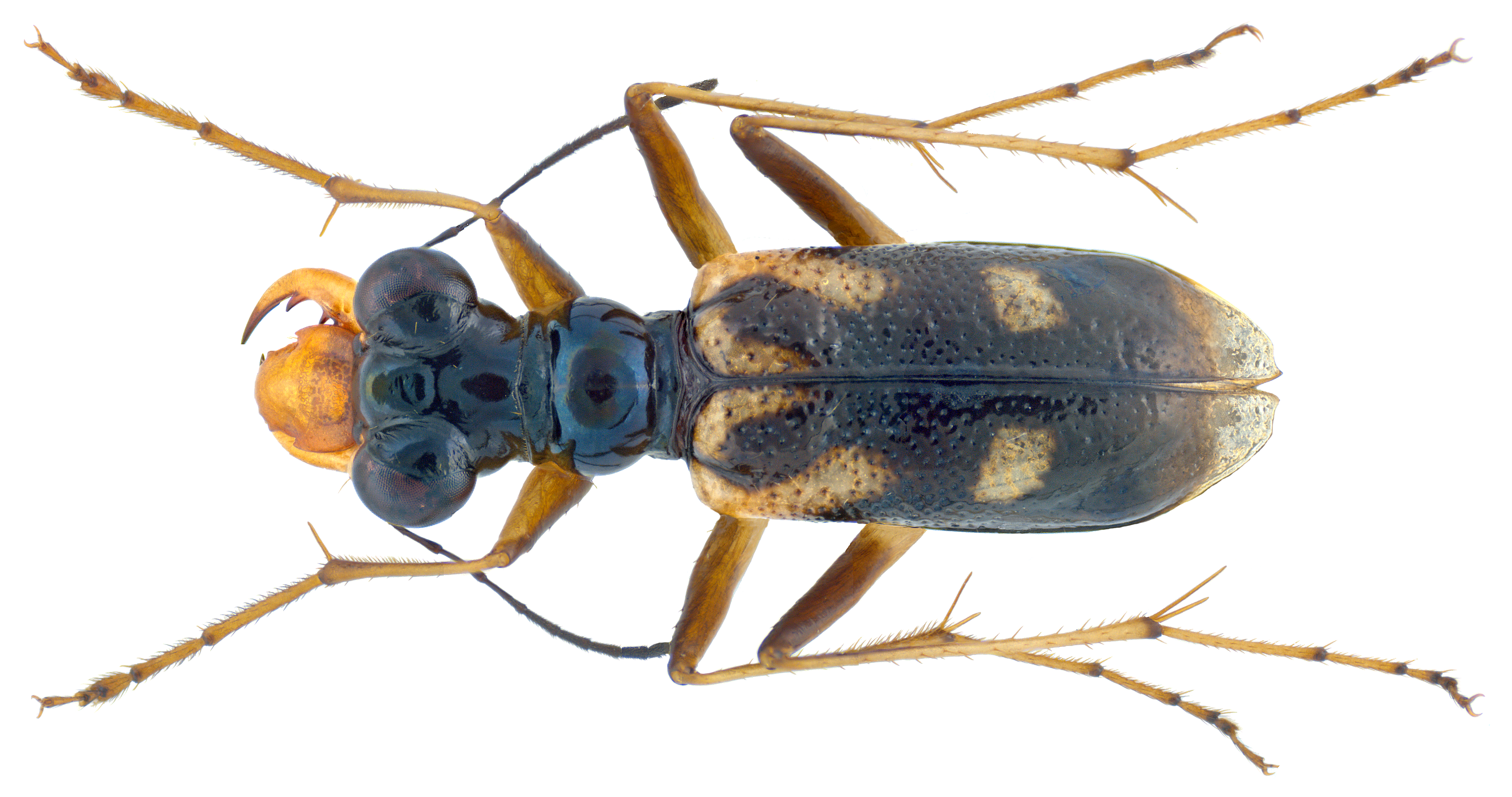
Coléoptère Therates probsti
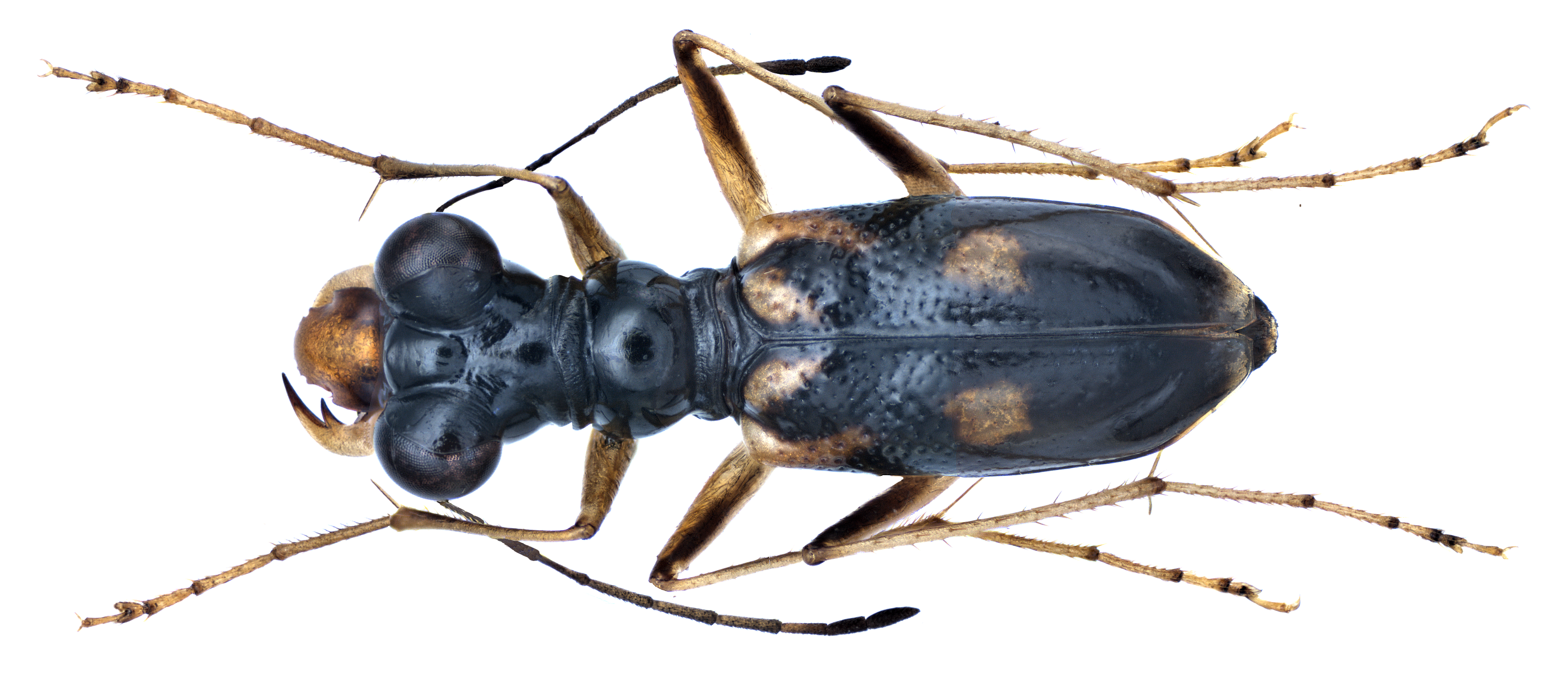
Coléoptère Therates vietnamensis